# Рута 22
Рута 22 — украинский высокопольный автобус малой вместимости, выпускаемый Часовоярским ремонтным заводом с конца 2008 года на шасси ГАЗ-33021. Автобус вмещает в себя 19 сидящих и 3 стоящих пассажиров. Всего произведено около 1000 экземпляров.

## Модификации
За время производства было изготовлено несколько модификаций, несколько отличающихся между собой:
- Рута 22 — городской автобус, пассажировместимость (чел.): полная — 22, сидячих мест — 19;
- Рута 22 Нова (Рута 22 Next) — городской автобус длиной 7800 мм на шасси ГАЗель NEXT с бензиновым двигателем внутреннего сгорания УМЗ-4216 объёмом 2,89 л, мощностью 106 л. с.;
- Рута 22 Инва — городской автобус длиной 6800 м, предназначен для перевозки инвалидов, пассажировместимость (чел.): полная — 22, сидячих мест — 15+1 инвалидное;
- Рута 22 Турист Нова — междугородний автобус длиной 7800 мм на шасси ГАЗель NEXT с бензиновым двигателем внутреннего сгорания УМЗ-4216 объёмом 2,89 л, мощностью 106 л. с.;
- Рута 22 ПЕ — переработка из БАЗ-2215, ГАЗ-2705, ГАЗ-3221 и из старых "Рут" (СПВ-15, СПВ-16, 20);
- Рута 22А Нова — городской автобус длиной 7800 мм на шасси ГАЗель NEXT с дизельным двигателем внутреннего сгорания Cummins ISF2.8Ѕ4129Р объёмом 2,781 л, мощностью 120 л. с.;
- Рута 22А Турист Нова — междугородний автобус длиной 7800 мм на шасси ГАЗель NEXT с дизельным двигателем внутреннего сгорания Cummins ISF2.8Ѕ4129Р объёмом 2,781 л, мощностью 120 л. с.;
- Рута 22F — автобус на шасси Ford Transit 2Т с дизельным двигателем внутреннего сгорания UYR6 (Евро-6) объёмом 2,2 л, мощностью 155 л. с.